# Zajęczniki
Zajęczniki – wieś w Polsce położona w województwie podlaskim, w powiecie siemiatyckim, w gminie Drohiczyn. Leży na prawym brzegu  Bugu. Przez miejscowość przechodzi droga krajowa nr 62.
W 1921 roku wieś liczyła 54 domy i 412 mieszkańców, w tym 210 prawosławnych i 202 katolików.
W latach 1954-1957 wieś należała i była siedzibą władz gromady Zajęczniki, po jej zniesieniu w gromadzie Drohiczyn. W latach 1975–1998 miejscowość administracyjnie należała do województwa białostockiego.
Wierni Kościoła rzymskokatolickiego należą do parafii Trójcy Przenajświętszej w Drohiczynie.